# روضة (مجلة)
مجلة روضة هي مجلة سعودية صدرت لأول مرة يوم الخميس 14/3/1369هـ الموافق 17 سبتمبر، 1959م لصاحبها ورئيس تحريرها طاهر زمخشري، ومدير تحريرها هو عبد الغني قستي، تصدر المجلة في 16 صفحة من قطع 30×22سم، صدر منها 27 عدداً خلال سبعة أشهر، لم يساهم رئيس التحرير في إعدادها بعد العدد الخامس، بعد أن كان منتظماً في كتابة افتتاحية الأعداد الخمسة الأولى منها، تنشر المجلة قصص الكرتون بمعدل 3 صفحات من بين 16 صفحة، نصفها ألوان، والنصف الثاني أبيض وأسود،  أبرز مواد المجلة هي القصص الأدبية القصيرة بالإضافة إلى أبواب التسالي، اعتمدت المجلة على الإعلانات التجارية، وتعرضت للعديد من الركود عقب سفر رئيس تحريرها إلى القاهرة، وتوقفت عن الصدور أكثر من مرة، منها أول مرة بعد صدور العدد الثاني عشر، ثم بعد العدد الرابع والعشرين وبعد العدد الخامس والعشرين، وتوقفت تماماً عن الصدور في 12 مايو، 1960م، تولى إدارة تحريرها في أعدادها الأخيرة الكاتب محمد زكي عوض.

## نبذة
مجلة الروضة تعتبر مجلة الطفل العربي السعودي أول مجلة متخصصة تصدر بالمملكة العربية السعودية توجه للأطفال حيث قدمت تجربة عملية رائدة لهذا النوع من المجلات ذي الطابع الخاص، رغم عدم استمرارها لأكثر من سنتين، وقال عنها ناجي النعمان أنها لم تستمر لأكثر من سبعة أشهر.
صدر العدد الأول منها في ربيع الأول 1379 هـ /أكتوبر 1959م وهي مجلة الطفل العربي السعودي تصدر يوم الخميس من كل أسبوع في مكة المكرمة ولكنها تطبع في مطابع دار الأصفهاني وشركاه في مدينة جدة وصاحبها ورئيس تحريرها المسؤول الشاعر طاهر الزمخشري «بابا طاهر» ويحررها نخبة من الكتاب أصدقاء الأطفال. جاء في المجلة أنها مجلة ثقافية مصورة تصدر تحت رعاية صاحب السمو الملكي الأمير فهد بن عبد العزيز آل سعود وزير المعارف حينئذ. تعتبر هذه المجلة تجربة عملية لهذا النوع من المجلات ذات الطابع الخاص وقد سدت فراغاً كبيرا في هذا المجال إلا أنها لم تطل مدة صدورها حيث توقفت في أول مراحل صدورها بعد فترة قصيرة من الزمن.
شخصية «بابا طاهر» الصحفي القدير الذي عرف أهمية أن يكون للطفل في بلادنا مجلة تهتم بثقافته، وكان ذلك قبل نحو ستين عامًا مضت يوم كانت ثقافة الطفل في الوطن العربي مزدهرة والاهتمام بأدبه محاط بكثير من وسائل النشر والتوزيع. .رغم ضآلة الإمكانات المادية …لقد فكر طاهر زمخشري في إصدار مجلة (الروضة)؛
لعل من أهم العوامل التي دفعت بالأستاذ طاهر زمخشري لإصدار مجلة الروضة في عام 1379 هجرية هو اهتمامه بأدب الطفل وثقافته منذ أن انضم إلى الإذاعة السعودية في بداية عهدها سنة 1369 هجرية؛ حيث كان من الرعيل الأول الذين التحقوا بها وشكلوا نواتها الأولى، وقدم من خلال أثيرها العديد من البرامج الناجحة وفي مقدمتها برنامج الأطفال (بابا طاهر) الذي حقق حضورًا شعبيًّا لدى أوساط الناس وأطفالهم بفضل ماكان يتحلى به الأستاذ طاهر زمخشري من نزوع إنساني دافق بالحب والنبل لعالم الطفولة الجميل؛ وهو مانجح فيه نجاحًا كبيرًا بشهادة معاصريه. من هنا فإن فكرة إصدار «مجلة الروضة» إنما هو امتداد لدوره الهام في مجال ثقافة الطفل السعودي عبر الإذاعة. فكانت مجلة الروضة وسيلة جاذبة للطفل من حيث تنوع موادها ومحتوياتها وأسلوبها واعتمادها على الصورة والألوان في تعبيرها عن الأفكار التي تنشرها؛ لتتناسب مع رغبات الأطفال وميولهم وأعمارهم. , وقد عبر طاهر زمخشري بجلاء حبه للأطفال ورغبته في اسعادهم بقوله «الأطفال هم عشقي الأول والنهائي والاخير، انا عاشق البراءة وأحلام الطفولة وأمانيها فالطفولة هي الوطن والحياة.»
حظيت مجلة الروضة منذ صدور العدد الأول منها بإقبال كبير ولكن مع صعوبات كبيرة واجهت صاحبها منذ البداية تمثلت في مصاريف الطباعة ومكافآت الكتاب ورواتب الرسامين والمحررين والفنيين، وهو مالم يستطع الأستاذ طاهر زمخشري تحمله..ويبدو أنه كان ينتظر العون من الجهات الحكومية وكذلك من رجال الأعمال ومؤسساتهم … من خلال الإعلان على صفحاتها والاشتراك بأعداد كبيرة منها يتم توزيعها على المدارس. .ولكن يبدو أن شيئا من ذلك لم يحصل بالشكل الذي كان يتوخاه. .فكان أن تحمل العبء وحده. .فتوقفت المجلة عدة مرات.. قبل أن تتوقف نهائيًّا بعد صدور العدد 27 منها الأمر الذي أدى به إلى الإفلاس بعد أن أنفق كل مايملك في سبيل هذا الحلم الجميل